# 릴리 브라운

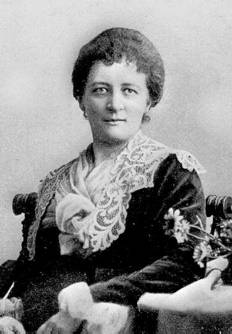

아멜리아 예니 에밀리 클로틸데 요하나 "릴리" 폰 크레치만(독일어: Amelia Jenny Emilie Klothilde Johanna "Lily" von Kretschmann, 1865년 7월 2일 - 1916년 8월 8일)은 독일의 여성주의자 정치인이다.
프로이센 왕국 작센도의 할버슈타트에서 한스 폰 크레치만과 예니 폰 구스테트(1848-1903)의 딸로 태어났다. 아버지 한스는 프로이센 육군에서 육군대장까지 오른 군사귀족이었다. 외할머니 예니 폰 구스테트(1811-1890)는 나폴레옹 1세의 막내동생 제롬 보나파르트가 애첩 디아나 라베 폰 파펜하임과의 사이에 낳은 사생아였다. 독일연방공화국 제6대 연방대통령 리하르트 폰 바이츠제커의 영부인 마리안네 폰 바이츠제커는 릴리의 종손녀(조카의 딸)가 된다.
군사귀족 아버지 밑에서 프로이센적 미덕을 교육받고 자랐음에도 불구하고 외할머니의 영향을 받아 개방적인 성격을 가지게 되었다. 어릴 때부터 영특하다는 평가를 받아 가문에서 무수한 가정교사를 붙여 폭넓은 교육을 받았다. 어려서부터 릴리는 프로이센 사회에서의 여성의 위치, 그리고 자기 부모의 부르주아적 가치에 대한 의문을 품었다. 1890년에 부친이 퇴역하자 자립했다.
1893년, 릴리는 프리드리히 빌헬름 대학교 철학교수 게오르크 폰 기지츠키와 결혼해서 릴리 폰 기지츠키(Lily von Gizycki)가 되었다. 게오르크는 사회민주당과 관계를 맺고 있었으나 당원은 아니었다. 부부는 함께 윤리운동에 참여했다. 한편 릴리는 미나 카우어가 발행하는 여성주의 신문 『프라우엔베베궁』에서 기자로 일하면서 사회주의와 여성주의에 관심을 가지게 되었다.
1895년 게오르크와 사별하고, 이듬해 1896년 사회민주당원 출판업자 하인리히 브라운과 결혼하여 릴리 브라운(Lily Braun)이 되었다. 1897년 아들 오토 브라운을 낳았다.
사회민주당에 입당한 릴리는 독일 여성주의 운동의 지도자급 인물이 되었다. 당내에서 릴리는 수정주의 비당권파에 속했다. 그녀는 폭력혁명을 꺼려하고 점진적 사회개혁을 선호했을 뿐 아니라, 당의 교의인 역사적 유물론, 계급투쟁 자체를 믿지 않았다. 마르크스주의자가 아니었던 셈이다. 오히려 릴리는 여성운동 동료 헬레네 슈퇴커와 비슷하게 프리드리히 니체의 영향을 강하게 받았다. 브라운 부부는 사민당이 계급적으로 사람들을 평준화하기보다 개인들의 인격적 발전에 집중하기를 원했다. 여성들이 미래의 아내와 어머니로만 간주되지 않고 여성 각자의 인격을 가져야 한다는 릴리의 사상도 니체 철학의 영향을 받은 것이었다.
릴리는 계급투쟁이 성차별을 자연히 해결해 줄 것이라고 생각하지 않아서 프롤레타리아 여성운동과 부르주아 여성운동 사이의 연대를 매개하고자 했다. 릴리의 주장은 수정주의자 여성 당원들과 일부 지도부급 남성 당원들에게 지지를 받았으나, 정통마르크스주의자들에게는 심한 비판을 받았다. 특히 클라라 체트킨이 릴리의 주장들을 완전히 박살내 놓았다. 체트킨은 격렬한 비판과 내부 투쟁으로 1903년까지 릴리 브라운의 당내 영향력을 일소했고, 1907년 국제사회주의자대회에서 프롤레타리아 여성은 부르주아 여성이 아닌 프롤레타리아 남성과 연대해야 한다는 결의안을 통과시킴으로써 릴리 브라운의 주장을 완전히 이단으로 만드는 데 성공했다.
브라운 부부의 아들 오토는 시인이 되어 인정받았으나 제1차 세계대전 때 징병되어 종전 1개월 전에 서부전선에서 전사했다. 아들의 죽음에 깊이 상심한 릴리는 베를린 첼렌도르프에서 뇌졸중을 일으켜 숨졌다. 향년 51세. 릴리와 사별한 하인리히 브라운은 율리 포겔슈타인과 재혼했고, 부부가 함께 릴리 브라운 선집을 편집했다.